# Kevin Pangos
Kevin Joseph Pangos, né le 26 janvier 1993, à Holland Landing, au Canada, est un joueur canado-slovène de basket-ball. Il évolue au poste de meneur.

## Biographie
Pangos réalise une bonne saison en EuroCoupe 2015-2016 et est nommé dans la deuxième meilleure équipe de la compétition.
En juillet 2016, Pangos signe un contrat d'un an avec le Žalgiris Kaunas.
Lors de la saison 2017-2018, Pangos réalise une saison exceptionnelle lors de l'Euroligue. Le Žalgiris atteint le Final Four de la compétition et finit à la troisième place et Pangos est nommé dans la deuxième meilleure équipe de la compétition.
En juillet 2018, il rejoint le FC Barcelone avec lequel il signe un contrat de deux ans. Pangos manque l'intégralité de la saison 2019-2020 d'Euroligue en raison d'une blessure.
En juillet 2020, Pangos s'engage pour une saison avec le Zénith Saint-Pétersbourg.
En septembre 2021, il découvre la NBA et s'engage pour deux saisons en faveur des Cavaliers de Cleveland. Il est licencié en février 2022 après avoir joué dans 24 matches avec des moyennes de 7 minutes de jeu et 1,6 point.
Pangos s'engage peu après avec le CSKA Moscou. Il y signe un contrat courant jusqu'à 2024.

## Palmarès
- Élu dans le meilleur cinq majeur (All-EuroLeague First Team) de l'Euroligue 2020-2021
- Élu dans le deuxième cinq majeur (All-Eurocup Second Team) de l'EuroCoupe 2016
- Newcomer of the Year WCC 2012
- WCC All-Freshman Team 2012
- First Team All-WCC 2012, 2013, 2014, 2015
- Joueur de l'année de la WCC 2015
- 3e du championnat des Amériques des -16 ans 2009
- 3e du championnat du monde des -17 ans 2010
- 3e du championnat des Amériques des -18 ans 2012